# 2MASS J16192830+0050118
2MASS J16192830+0050118 ist ein astronomisches Objekt der Spektralklasse L2 im Sternbild Schlange. Es wurde 2002 von Suzanne L. Hawley et al. entdeckt. Seine Position verschiebt sich aufgrund seiner Eigenbewegung jährlich um 0,115 Bogensekunden.